# Brinckochrysa beninensis
Brinckochrysa beninensis là một loài côn trùng trong họ Chrysopidae thuộc bộ Neuroptera. Loài này được Hölzel & Duelli miêu tả năm 1994.